# 小本章
小本 章（こもと あきら、1935年8月14日 - 2017年）は、日本の画家。本名は小本 昌彰（こもと まさあき）。
野外での作品を中心に活動した。景観写真に屋内でのスケッチを組み合わせた作品を制作し、「美術の新しい表現方法の1つ」と評された。

## 来歴
1935年（昭和10年）8月14日、東京府東京市大森区に生まれる。間もなく母の実家のある岐阜県武儀郡関町（現・関市）に移る。少年期より図画工作を好み、小学校高学年で水彩画コンクールに入賞。中学時代に油絵を学び、祖父所蔵のカメラで写真撮影も始める。
1954年、岐阜大学学芸学部美術工芸学科（現・教育学部美術教育講座）に入学し坂井範一に師事。近代絵画やマティスの色彩論を学ぶ。在学中から日本美術展などに入選。
1958年、岐阜大学を卒業。1962年、東京教育大学（現・筑波大学）構成デザイン研究生課程を修了。
1960年代より絵画・版画・写真を中心に活動。1964年にはグループVAVAの活動に参加し、リオデジャネイロ国立美術館やサンパウロ日本文化センターなどで展覧会を開催。1965年、日本国際アーティスト協会の結成に参加し、カナダ・アメリカへの親善使節団として渡航。この時期、東京・名古屋・京都などで個展やグループ展を精力的に開催した。
1970年、ニューヨーク滞在中にシルクスクリーン技法を学び、版画作品を制作。ベトナム反戦ポスターなど社会性を持つ作品も発表。1971年から1974年まで岐阜教育大学（現・岐阜聖徳学園大学）助教授を務め、並行して講談社フェーマス・スクールズのインストラクターも担当（〜1996年）。1970年代には代々木公園や東京アースデー会場などで環境アートイベントを企画・参加。
1980年代から1990年代にかけてはプラハ、ポーランド、スペイン、パリなどで作品を発表。1981年の「日本の現代美術」展（プラハ）、1983年の「現代美術における写真」展（東京国立近代美術館・京都国立近代美術館）などに出品。1994年から女子美術大学で教育活動に携わる。1996年に京都へ移住。
2003年、美濃加茂市民ミュージアム「坂井範一とゆかりの作家展」に出品。2004年には同ミュージアムで「小本章展」を開催。「自然の色をさがそう」と題したワークショップを主催し、教育活動にも尽力した。
2017年（平成29年）没。

## 詳細展覧会年譜
1964年（昭和39年）
- 7月11日 - 17日：「VAVA小品展」（関商工会議所）
- 8月5日 - 10日：「第5回VAVA展」（文藝春秋画廊、東京）
- 1月22日 - 30日：個展「Paintings」（日本橋、東京）
- 1月27日 - 2月5日：「小本章・後藤昌子二人展」（サトウ輝、東京）
- 3月：「VAVA海外進出記念展」（園市商工会議所）
- 5月：日本国際アーティスト協会結成に参加
- 6月2日 - 16日：「Pintura Japonesa do Grupo VAVA（グループVAVA第1回ブラジル展）」（リオデジャネイロ国立美術館）

```
 ※5月23日 - 30日、日本文化センター（サンパウロ、ブラジル）でサンパウロ日本文化協会と共催
```

- 5月20日 - 7月3日：「アンデパンダン展64」（東京都美術館）
- 8月3日 - 9日：「第6回VAVA展」（文藝春秋画廊、東京）
- 8月10日 - 23日：「現代の精鋭154展」（檜近代画廊、東京）
- 8月22日 - 30日：「第4回中部美術作家進後展」（愛知県文化会館美術館）
- 9月：「VAVA作品展」（岐阜市立図書館）
- 11月20日 - 27日：「第3回国際青年美術家展（ヨーロッパ・日本）」（西武百貨店、東京）

1965年（昭和40年）
- 3月2日 - 11日：個展（桜画廊、名古屋）
- 3月3日：長男・亜東武（あとむ）誕生
- 5月17日 - 22日：「VAVA 後藤夫・小本展」（ギャラリー16、京都）
- 5月17日 - 22日：「VAVA小品展」（龍安寺南鄉、京都）
- 6月18日 - 7月25日：「現代美術の動向と型」（国立近代美術館京都分館）
- 6月26日 - 7月2日：「15人の家（第1回日本国際アーティスト協会展）」（愛知県文化会館美術館）
- 7月5日 - 11日：「第7回VAVAグループ展」（文藝春秋画廊、東京）
- 7月5日 - 19日：「アンデパンダン・アート・フェスティバル」（岐阜市民センター、金公園）
- 5月10日 - 25日：「第3回シエル美術賞展」（いとう、東京）※秀作賞受賞
- 5月〜7月：日本国際アーティスト協会のカナダ・アメリカ親善旅行に参加

1970年（昭和45年）
- 2月9日 - 14日：「70系と状況の距離の中で」（サトウ画廊、東京）
- 2月〜4月：アメリカ旅行（ニューヨーク滞在中にシルクスクリーン技法を習得）
- 同年：ベトナム反戦ポスターを郵送発表

1971年（昭和46年）
- 6月：講談社フェーマス・スクールズ インストラクター就任
- 8月21日 - 29日：「フラワー・イヴェント／人間と大地のまつり」（代々木公園、東京）

1972年（昭和47年）
- 5月5日：「輪のイヴェント」（東京アースデー会場、ファミリーパーク）
- 皇学園教育大学（現・岐阜聖徳学園大学）助教授就任（〜1974年）

1973年（昭和48年）
- 11月3日 - 14日：「今日の作家'73」（横浜市民ギャラリー）

1974年（昭和49年）
- 1月21日 - 26日：個展（シロタ両館、東京）
- 10月31日 - 11月5日：「第5回ラン・プリ展」（サロン、東京）
- 11月6日 - 10日：「シグニファイング・物の表明とともに」（京都市）
- 同年：カラー写真作品の制作開始

1980年（昭和55年）
- 「日本グラフィック展」フォトグラフィ部門 特選受賞

1981年（昭和56年）
- 「日本の現代美術」展（チェコスロヴァキア国立美術館、プラハ）
- 個展（ヴロツワフ市立写真美術館、ポーランド）
- アメリカ政府給費研修員として渡米

1983年（昭和58年）
- 「現代美術における写真」展（東京国立近代美術館、京都国立近代美術館）

```
 ※神奈川県立近代美術館賞受賞
```

1984年（昭和59年）
- 「西武美術館版画大賞展」大賞受賞

1985年（昭和60年）
- 「ポラロイドによるゼネレーション」展（パリ市立アートパビリオン）
- 「日本現代写真展」（スペイン文化庁主催）

1987年（昭和62年）
- 「写真とその周辺」展（ギャラリー16、京都）

1990年（平成2年）
- 「大阪トリエンナーレ」絵画部門 デュッセルドルフ市特別賞受賞

1995年（平成7年）
- エレクトログラフィア国際美術館 客員芸術家賞（スペイン）

2003年（平成15年）
- 「坂井範一とゆかりの作家展」（美濃加茂市民ミュージアム）

2004年（平成16年）
- 「小本章展」（美濃加茂市民ミュージアム）